# مرکز درام لندن
مرکز درام لندن (به انگلیسی: Drama Centre London؛ به اختصار مرکز درام) یک مدرسه نمایش بریتانیایی در کینگز کراس لندن است، جایی که اخیراً پس از یک تغییر گسترده نقل مکان کرده‌است. این مدرسه بخشی از سنت مارتینز مرکزی، یکی از کالج‌های دانشگاه هنرهای لندن است.در مارس ۲۰۲۰، UAL اعلام کرد به‌دنبال اتمام دورهٔ تحصیل دانش‌آموزان فعلی، این مرکز درام تعطیل خواهد شد.
این مرکز عضو فدراسیون مدارس درام است.
این مدرسه دوره‌های بازیگری بی‌ای و ام‌ای را ارائه می‌دهد.

## تاریخچه
مرکز درام لندن در سال ۱۹۶۳، توسط گروهی از معلمان و دانش‌آموزان مدرسه مرکزی گفتار و درام به سرپرستی جان بلاچلی، یات مالمگرن و کریستوفر فتز تأسیس شد. مدرسه در ابتدا در جادهٔ پرنس ولز، چالک فارم، واقع شده بود، اما ابتدا در سال ۲۰۰۴ به بک هیل، کلارکنول و سپس در سال ۲۰۱۱، به مکان فعلی خود در کینگز کراس انتقال یافت. از سال ۱۹۹۹، به‌عنوان یک مدرسه انتگرالِ کالج هنرها و طراحی سنت مارتینز مرکزی فعالیت می‌کند و کلاس‌های را در زمینهٔ بازیگری، کارگردانی و فیلم‌نامه‌نویسی ارائه می‌دهد.
هدف اصلی از تأسیس این مدرسه، ارائهٔ برخی از پیشرفت‌های مهم تئاترهای آمریکایی و اروپایی در جهت آموزش بازیگران بریتانیایی و بین‌المللی بود. رویکرد اصلی آن بر مبنای سیستم استانیسلاوسکی، آموزش‌های برگرفته از رودولف لبان و تیپ‌شناسی شخصیت کارل یونگ است که در جهت ایجاد «روان‌شناسی حرکت» در راستای تجزیه و تحلیل و پیشرفت شخصیت‌ها به‌کار گرفته می‌شود. عملکرد این مدرسه همچنین از تئاترهای سنتی انگلیسی، به‌ویژه کارهای جوان لیودوود و گروه کارگاه تئاتر الهام می‌گیرد. این رویکردها به‌عنوان بخشی از سنت‌های تئاترهای غربی آموزش داده می‌شود که یونانیان آغازگر آن بودند و این مدرسه نیز تأکیدی زیادی بر آن دارد. هنگام تأسیس، این مدرسه تنها مدرسهٔ کشور بود کلاس بازیگری داشت و اولین مدرسهٔ «متد» درام بریتانیا در نظر گرفته می‌شود.
به دلیل سختگیری، نام مستعار این مدرسه «مرکز تروما» است. مانند دیگر مراکز آموزش بازیگری، مرکز درام نیز تأکید ویژه‌ای بر روی آثار کنستانتین استانیسلاوسکی دارد، همچنین آموزش خلاقیت و بدیهه‌گویی دانش‌آموزان براساس متدهای یوگنی واختنگوف و ژاک لکوک صورت می‌گیرد. این مدرسه یک آموزش مبتنی بر تئاتر را ارائه می‌دهد که شامل متون مدرن و کلاسیک است و همچنین بازیگران را برای بازیگری روی پرده آماده می‌کند، که نیازمند دورهٔ دوسالهٔ تحصیلات تکمیلی می‌باشد. در سپتامبر ۲۰۰۵، این مدرسه دورهٔ کارشناسی ارشد بازیگری خود را آغاز کرد (پیش‌تر «بازیگری کلاسیک اروپا») که نیازمند گذراندن دوره‌ای در هر دو انستیتوی تئاتر واختانگوف در مسکو و مرکز ایمالیس در اپیداروسِ یونان برای دورهٔ تئاتر یونان باستان است.
مرکز درام همواره چشم‌انداز بین‌المللی داشته‌است و اولین مدرسهٔ درام انگلیس بود که برخی از کلاسیک‌های عالی نمایش اروپا همچون اسپانیایی، آلمانی و فرانسوی را معرفی کرده‌است. امروزه این سنت همچنان ادامه یافته و در طیف گسترده‌ای از پیوندهای بین‌المللی در کشورهای همچون ایالات متحده، روسیه و چین را شامل می‌شود.
UAL در مارس ۲۰۲۰ تعطیل شدن این مرکز را اعلام کرد، این تصمیم به‌دنبال نقدهای نامطلوب درزمینهٔ عملکرد آموزشی و کیفیت ارائهٔ فرصت‌های شغلی، صورت گرفت. دانش‌آموزانی که در حال حاضر ثبت نام کرده‌اند، آموزش خود را به اتمام خواهند رساند.

## تئاتر پلتفرم
تئاتر پلتفرم یک تئاتر پذیرنده و تولیدکننده است که در مجموعهٔ مرکزی سنت مارتین در کینگ کراس واقع شده‌است. این تئاتر دارای ۳۶۰ پیکربندی، دارای گودال ارکستر و  برج پرواز است و از استانداردهای حرفه ای بالایی برخوردار است. این تئاتر قصد ارائهٔ تمام جوانب هنرهای نمایشی را دارد. تولیدات دانشجویان مرکز درام لندن و آثار دانش‌آموزان دیگر کالج‌های دانشگاه هنر لندن در این تئاتر ارائه می‌گردد.

## فارغ‌التحصیلان
- پل بتانی
- راسل برند
- پیرس برازنان
- سانتیاگو کاباررا
- جما چان
- گوئندولین کریستی
- امیلیا کلارک
- الکساندر دریمون
- لوک ایوانز
- مایکل فاسبندر
- کالین فرث
- تام هاردی
- ادوارد هولکروفت
- برادلی جیمز
- دامین مولونی
- هلن مک‌کروری
- پاتریشیا کوئین
- جان سیم
- لمبرت ویلسون
- پنلوپه ویلتون
- جورجیا هرست